# マリア・デ・レオン
マリア・デ・レオン・イ・デルガード （スペイン語: María de León y Delgado, 1643年3月23日 - 1731年2月15日）はスペインのドミニコ会の神秘家。「（神の）小さなしもべ」を意味する"La Siervita"（英語：the Little Servant）の通称で知られている。出身地であるカナリア諸島では、ペトロ・ド・ベタンクール、ジョゼ・デ・アンシエタと共に崇敬されている。奇跡の記録が多数残されている人物であり、1992年から2度目の列聖審査を受けている。

## 生涯

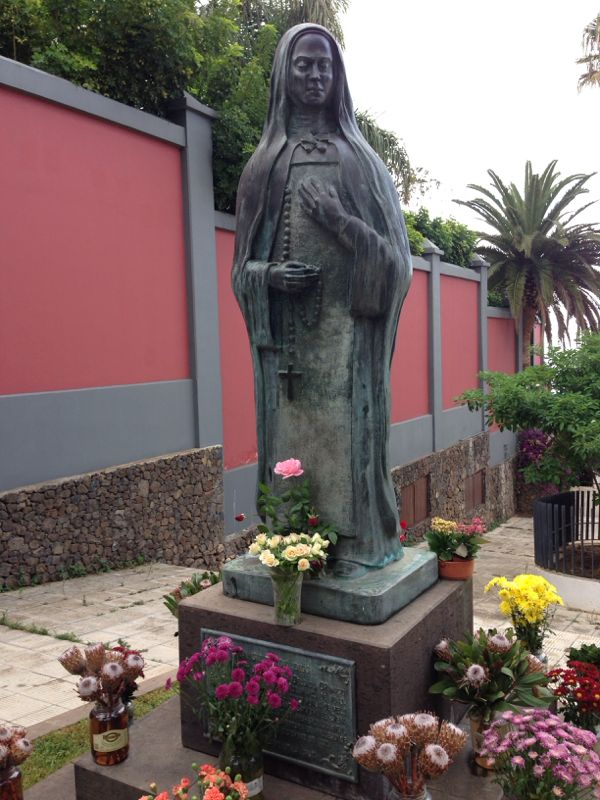
マリア・デ・レオンの生家の前にある像

### 幼少期
マリア・デ・レオンは1643年3月23日、カナリア諸島テネリフェ島のエル・サウサルで父アンドレス・デ・レオン・イ・ベリョと母マリア・デルガード・イ・ペレラの末子として生まれた。彼女には2人の姉と1人の兄がいた。非常に身分の低い生まれであり、父アンドレスは身分の高い家の血を引いていたがその家は既に衰退していた。彼女はカナリア諸島の先住民であるグアンチェ族の子孫だったかもしれない。
当時の記録によると、マリアは上品で甘い顔立ちの女性だった。
幼少期には既にマリアは信心深い子供であり、神秘への感受性を示した。彼女が生まれ育った街にはサン・ペドロ教会があり、マリアは教会にあった幼児イエスの絵画を崇拝していた。彼女が絵画に祈りを捧げに教会へ行ったとき、この絵画が教会の扉を開いたのだと言われている。また、この教会でマリアは自分独りで月桂樹を育てていた。
1646年に父アンドレスが亡くなり、一家は貧困に陥った。この頃、スペイン本土から医師とその妻がサン・クリストバル・デ・ラ・ラグーナに移住してきた。開業するために移り住んできた夫妻は、自分達の子と一緒に育てるために子供をもう1人欲しがっていた。医師の妻はマリアにより良い暮らしをさせることを約束して、母マリア・デルガードを説得し娘を諦めさせた。2年後、医師夫妻はヌエバ・エスパーニャに移住する計画を立てた。2人はマリアも連れていくつもりだったが、移住する前に計画を知った母デルガードが彼女を取り戻した。しかし、デルガードはその後すぐに亡くなり、テネリフェ島のラ・オロタバに住むデルガードの友人がマリアを引き取った。

### おばの農場での生活
マリアが10代のとき、質素な生活をしていることで有名な2人の地元の女性がマリアの養母の下を訪れた。2人は母方のおばカタリナ・デルガードが書いたと思われる手紙を持っており、手紙にはおば夫妻がマリアを引き取りたいと願っていること、手紙を届けた2人にマリアを夫妻の農場へ連れてきてもらいたいことが書かれていた。2人はマリアをサン・クリストバル・デ・ラ・ラグーナへと連れて戻り、うち1人はその都市の裏通りに住む男に接近した。彼女はすぐに危険だと気づき、逃走した。彼女はおばの家に行き、おば夫妻に引き取られた。
農場での生活で、マリアは最も大変な仕事をこなし農場経営を組織化しながら、次第に農場の管理を引き継いだ。彼女は夜明けに起床し、一日中仕事をして過ごしたが、決して疲れた様子を見せなかった。マリアは孤独を好み雑用を受け入れたので、彼女の精神的な性質はすぐに明らかになった。彼女の生活は厳しい苦行であり、簡素な服を着て床で眠っていた。徐々に農場は繁盛し、おじミゲル・ペレスは彼女が土地を受け継ぐべきだと感じたので、1665年3月2日にその旨を記した遺言書を作成した。マリアは悩んだ。相続した財産を支度金として修道院に払うことすらせずに、貧しい生活をしながら最も必要とされている仕事ができるような、宗教的な生活をしたいと彼女は感じた。結局、彼女は修道院に入りたいと主張し、おば夫妻もそれを受け入れた。
当初、マリアの保護者は彼女に対し、地元にある女子修道会であるクララ会（フランシスコ会の第二会）の修道院に入り、聖歌隊の修道女になってほしいと考えた。マリア自身はアビラの聖テレサに傾倒していたので、聖テレサを創立者としてカルメル会から独立した跣足カルメル修道会に入りたいと思っていた。だが、カナリア諸島にはまだ跣足カルメル修道会の女子修道院は設立されていなかった。彼女は神秘的な夢に従い、ドミニコ会第二会の女子修道院に入ることを選んだ。

### 修道院での生活

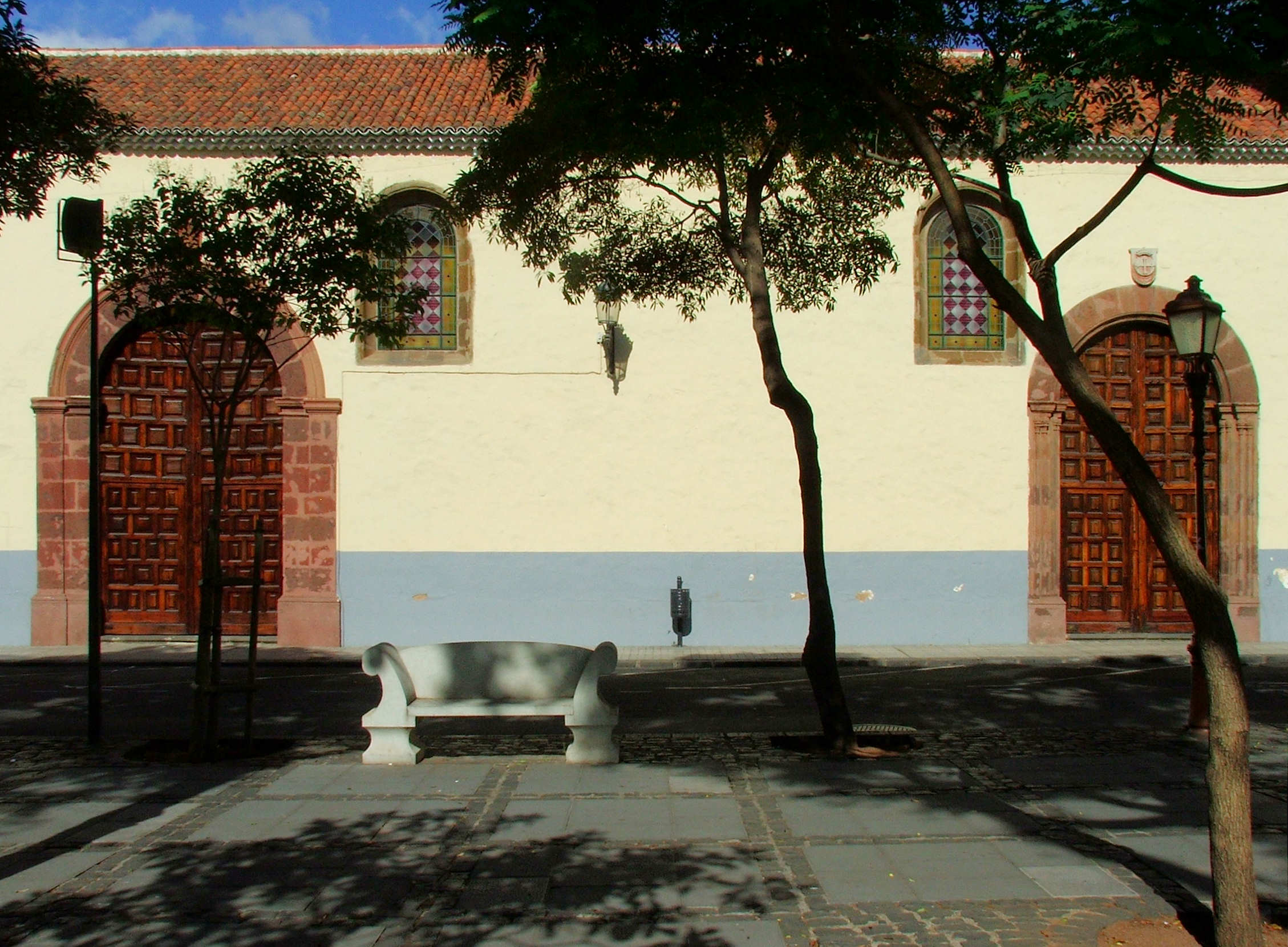
サンタ・カタリナ・デ・シエナ修道院

1668年2月、マリアはドミニコ会のサンタ・カタリナ・デ・シエナ修道院に入り、修道女となった。この修道院はサン・クリストバル・デ・ラ・ラグーナの中心にあるアデランタド広場に隣接していた。修道女となってから死ぬまでマリアはこの修道院の壁の中で生活し、修道院を決して離れなかった。彼女は年配の修道女ハコビナ・デ・サン・ヘロニモ・スアレス（スペイン語：Jacobina de San Jerónimo Suárez）の世話をすることになった。
修道院で生活していたとき、多くの奇跡が彼女の身に起きた。彼女が持っていた聖母マリアの姿が描かれた祈りのメダイがいくつかの破片に砕けてしまったことがあったが、数日後には自然に修復されていた。空中浮遊をしたエピソードは他の修道女によって記録が残されている。また、他の神秘家と同様にエクスタシーを経験したことがあった。このとき、彼女の顔から光が差しているのが見えた。また、彼女の身体から著しい熱が、特に聖餐を受け取ったときに発せられたという報告もあった。
マリアは著名な海賊アマロ・ロドリゲス・フェリペ、通称アマロ・パーゴと親交があった。アマロ・パーゴの女兄弟もマリアと同じ修道院に属する修道女であり、マリアと同じ個室で暮らしていた。彼はマリアを通じて偉大な奇跡を経験したと主張した。彼はキューバにいたときに襲撃されたが、襲撃者が短剣を彼に突き刺そうとしたときマリアの姿が現れ、仲裁して彼の死を防いだ。これはある人物が同時に二カ所に存在するバイロケーションと呼ばれる奇跡であり、多くの聖人に関わっている現象だ。
マリアはフランシスコ会の神秘家である修道士フアン・デ・ヘススとも親交があった。彼はマリアにとって霊的指導者であり、マリアは信仰的な生活を追及する上で彼から多くの助言をもらった。
マリアは1731年2月15日、63年の年月をすごした修道院の回廊で死去した。彼女が死ぬ前にエクスタシーになり、死後24時間以上の間脈拍は維持され、瞳孔は澄んだままだった。彼女の脇腹の心臓に近いところに傷が発見されたが、それはイエス・キリストの脇腹に残された傷に類似していた。3年後に彼女の遺体が掘り出されたが、遺体は欠損がなく腐敗せず柔らかかった。口蓋と舌は新鮮でバラ色のまま保存されており、口から出た血はジャスミンの香りがした。

## 死後の崇敬

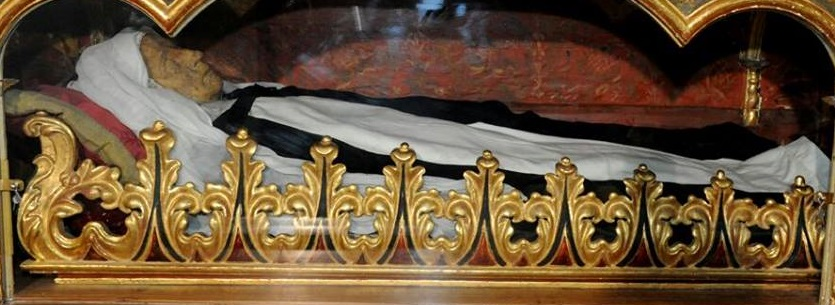
サンタ・カタリナ・デ・シエナ修道院にあるマリア・デ・レオンの不朽体

マリアの遺体は今でも彼女が暮らしていたサンタ・カタリナ・デ・シエナ修道院に保管されている。毎年、彼女が亡くなった2月15日（マリア・デ・レオンの祝日）にはガラスの棺に納められた彼女の遺体が公開展示される。この棺は、遺体の発掘に立ち会った海賊アマロ・パーゴが寄贈したものだ。多くの巡礼者や信奉者が彼女の不朽体を見たいと希望するため、棺は次の日曜日にも公開される。
19世紀に列聖審査のため彼女の生涯が公式に調査し始められたが、調査はすぐに終了した。1992年、彼女の列聖申請が再びバチカンに提出されたが、審査の結果はまだ出ていない。1771年から存在する文書には彼女の執り成しの祈りによる奇跡が1251個記録されているにもかかわらず、列聖審査に進展がないことに列聖申請の支持者は落胆している。
彼女はまだ公式には聖人として認定されていないが、スペインの他地域におけるアビラの聖テレサ、イタリアにおけるシエナの聖カタリナ、ペルーとラテンアメリカにおけるリマの聖ローサと同様、カナリア諸島で崇敬されている。

## 奇跡
マリア・デ・レオンによる奇跡を以下に記す。
- 空中浮遊：　空中に静止した状態を維持する能力。マリアと同じ修道院の修道女数人が記録していた[1]。
- エクスタシー：　神の存在を感じる神聖な経験。彼女はエクスタシーを数回経験しており、うち1回は彼女の死の直前、瀕死のときだった[1]。
- バイロケーション：　同時に２カ所に存在する能力。アマロ・パーゴがキューバで襲撃されたとき、マリアが急に現れて彼の命を救ったことで彼の信頼を得た[1]。
- 高熱：　体温の著しい上昇と頭もしくは顔からの光の放射[1]。
- 予言：　マリアは自身の誘拐、大洪水、テイデ山の噴火などを予言した[5]。
- 聖痕：　彼女が死去したとき心臓のそばに槍のような傷が見つかった[1]。これはキリストの磔刑でロンギヌスの槍によってつけられた傷と類似していた。
- 念力：　不可視の力で物を動かす能力[1]。